# GLUD2
La glutamato deshidrogenasa 2, mitocondrial, también conocida como GDH 2, es una enzima que en humanos está codificada por el gen GLUD2. Esta deshidrogenasa pertenece a la familia de las glutamato deshidrogenasas que son omnipresentes en la vida .

## Función
La glutamato deshidrogenasa 2 se localiza en la mitocondria y actúa como un homohexámero para reciclar el glutamato durante la neurotransmisión. La enzima codificada cataliza la desaminación oxidativa reversible del glutamato a alfa-cetoglutarato.